# One Love (album David Guetta)
One Love è il quarto album del dj francese David Guetta. È stato pubblicato il 24 agosto 2009. L'album ha ricevuto recensioni generalmente favorevoli da parte della critica musicale, ed è stato un successo commerciale, vendendo oltre 3 milioni di copie nel mondo dalla data di uscita. L'album ha ricevuto una nomination nella cinquantaduesima edizione dei Grammy Awards come Best Electronic/Dance Album. Dall'album sono stati pubblicati sei singoli, di cui due di successo mondiale: When Love Takes Over con Kelly Rowland e Sexy Bitch con Akon. Il primo singolo dell'album è stato nominato nelle categorie Best Dance Recording e Best Remixed Recording Non-Classical, vincendo quest'ultimo.
Il disco è stato distribuito in una riedizione, intitolata One More Love, nel Regno Unito e in Italia il 29 novembre 2010, inoltre nella versione deluxe di quest'ultimo è presente una copia di Love Is Gone, già presente nell'album precedente Pop Life. Da esso è stato estratto un nuovo singolo, Who's That Chick?, interpretato da Rihanna. La riedizione dell'album in Italia ha avuto un buon successo arrivando alla posizione numero 34.

## Singoli
When Love Takes Over è stato pubblicato come primo singolo ed è caratterizzato dalla voce di Kelly Rowland. La canzone fu un successo mondiale e ha raggiunto la prima posizione nel Regno Unito, in Italia e in tanti altri paesi, vendendo oltre 5,5 milioni di copie in tutto il mondo. Sexy Bitch, con Akon è stato il secondo singolo estratto dall'album. La canzone è diventata un successo mondiale, raggiungendo il primo posto in tredici paesi differenti. I Wanna Go Crazy, con will.i.am, è stato estratto dall'album come unico singolo promozionale, distribuito il 24 agosto 2009. One Love è stato pubblicato come terzo singolo estratto dall'album in tutto il mondo ed è caratterizzato dalla voce di Estelle. Questo singolo ebbe molto meno successo dei singoli precedenti. Memories è stato pubblicato come quarto singolo il 15 marzo 2010 con il rapper Kid Cudi. La canzone ha raggiunto la posizione numero 1 in Belgio, Repubblica Ceca e Paesi Bassi. Gettin' Over You, è stato commercializzato come quinto singolo in tutto il mondo con la voce di Chris Willis, Fergie e degli LMFAO. Questa versione è stato inserita nella nuova versione di One Love e nella ripubblicazione intitolata One More Love. Questo singolo è arrivato in cima alla classifica dei singoli nel Regno Unito e Francia. In Italia ha raggiunto la terza posizione. Who's That Chick? è il primo singolo estratto dalla riedizione dell'album intitolata One More Love. Questo singolo è dotato della voce di Rihanna. Il video musicale della canzone fa parte della campagna pubblicitaria della Doritos. Due video sono stati creati per il singolo, un giorno e una notte. Sono stati pubblicati il 22 novembre 2010.

## Tracce
1. When Love Takes Over (feat. Kelly Rowland) -03:12
2. Gettin' Over (feat. Chris Willis) - 03:00
3. Sexy Chick (feat. Akon) - 03:16
4. Memories (feat. Kid Cudi) - 03:28
5. On The Dancefloor (feat. Atban Klann) - 03:45
6. It's The Way You Love Me (feat. Kelly Rowland) - 04:10
7. Missing You (feat. Novel) - 03:07
8. Choose (feat. Ne-Yo & Kelly Rowland) - 03:57
9. How Soon Is Now (feat. Sebastian Ingrosso, Dirty South & Julie McKnight) - 04:09
10. I Gotta Feeling (FMIF Remix Edit) - 03:54
11. One Love (feat. Estelle) - 04:01
12. I Wanna Go Crazy (feat. will.i.am) - 03:24
13. Sound Of Letting Go (feat. DJ Tocadisco & Chris Willis) - 03:46
14. Toyfriend (feat. Wynter Gordon) - 03:17
15. If We Ever (feat. Makeba) - 04:40

One More Love
1. When Love Takes Over (feat. Kelly Rowland) -03:11
2. Gettin' Over You (feat. Chris Willis, Fergie & LMFAO ) - 03:06
3. Sexy Chick (feat. Akon) - 03:16
4. Memories (feat. Kid Cudi) - 03:30
5. On The Dancefloor (feat. will.i.am & apl.de.ap) - 03:46
6. Who's That Chick? (feat. Rihanna) - 03:19
7. It's The Way You Love Me (feat. Kelly Rowland) - 04:13
8. Missing You (feat. Novel) - 03:08
9. Choose (feat. Ne-Yo & Kelly Rowland) - 03:58
10. How Soon Is Now (feat. Sebastian Ingrosso, Dirty South & Julie McKnight) - 04:10
11. I Gotta Feeling (FMIF Remix Edit) - 03:53
12. One Love (feat. Estelle) - 04:00
13. I Wanna Go Crazy (feat. will.i.am) - 03:24
14. Sound Of Letting Go (feat. DJ Tocadisco & Chris Willis) - 03:46
15. Toyfriend (feat. Wynter Gordon) - 03:17
16. If We Ever (feat. Makeba) - 04:43

Nelle molteplici ristampe, nelle nuove edizioni e su iTunes, al cd sono stati aggiunti diversi brani (tra cui alcuni remix dei precedenti brani ed una traccia remixata di 1.06.09), ma anche tolti (come nella versione statunitense).

## Classifiche

### Classifiche settimanali
| Classifica (2010) | Posizione massima |
| ----------------- | ----------------- |
| Australia         | 4                 |
| Austria           | 3                 |
| Argentina         | 1                 |
| Belgio (Fiandre)  | 2                 |
| Belgio (Vallonia) | 1                 |
| Canada            | 2                 |
| Danimarca         | 3                 |
| Europa            | 1                 |
| Finlandia         | 1                 |
| Francia           | 1                 |
| Germania          | 2                 |
| Grecia            | 1                 |
| Irlanda           | 3                 |
| Italia            | 1                 |
| Messico           | 2                 |
| Norvegia          | 5                 |
| Nuova Zelanda     | 2                 |
| Paesi Bassi       | 5                 |
| Polonia           | 2                 |
| Portogallo        | 2                 |
| Regno Unito       | 2                 |
| Repubblica Ceca   | 3                 |
| Spagna            | 1                 |
| Sudafrica         | 1                 |
| Stati Uniti       | 1                 |
| Svezia            | 2                 |
| Svizzera          | 2                 |

### Classifiche di fine anno
| Classifica (2024) | Posizione |
| ----------------- | --------- |
| Portogallo        | 194       |
| Ungheria          | 89        |